# La ilusión viaja en tranvía
La ilusión viaja en tranvía is een Mexicaanse filmkomedie uit 1954 onder regie van Luis Buñuel.

## Verhaal
Als twee werknemers van de gemeentelijke trammaatschappij erachter komen dat hun lievelingstram naar de schroothoop zal worden gebracht, beslissen ze in een dronken bui om er 's nachts een laatste ritje mee te maken. Hun nachtelijke tochtje loopt echter niet zoals ze hadden gedacht.

## Rolverdeling
| Acteur               | Personage     |
| -------------------- | ------------- |
| Lilia Prado          | Lupita        |
| Carlos Navarro       | Juan Caireles |
| Fernando Soto        | Tarrajas      |
| Agustín Isunza       | Papa Pirillos |
| Miguel Manzano       | Don Manuel    |
| Guillermo Bravo Sosa | Braulio       |
| Felipe Montoyo       | Monteur       |
| José Pidal           | Leraar        |